# Youssouf Togoïmi
Youssouf Togoïmi, né le 26 mars 1953 à Zouar dans le Tibesti et décédé le 24 septembre 2002 à Tripoli, était un homme politique et chef rebelle tchadien.

## Biographie

### Jeunesse et Formation
Youssouf Togoïmi nait le 26 mars 1953 à Zouar, il a effectué ses études secondaires au lycée franco-arabe d’Abéché. En 1975, il a intégré l’École nationale d’administration et l’Université du Tchad, où il a étudié simultanément l’administration et le droit. Diplômé de l’Ecole Nationale de l'Administration  et titulaire d’une licence en droit, il a obtenu une bourse pour poursuivre ses études à l’Université de Reims en France. Il y a décroché une maîtrise en droit privé et a ensuite suivi les cours de l’École de magistrature de Paris, obtenant son diplôme en 1983.

### Carrière dans la Magistrature et la Politique
De retour au Tchad en 1984, Youssouf Togoïmi a été l’un des rares cadres de l’ethnie Toubou à rejoindre Hissein Habré. Il a exercé au Tribunal de première instance de N'Djaména avant d’être nommé procureur de la République à Abéché.
Avec l’arrivée au pouvoir d’Idriss Déby, il a été nommé ministre de la Justice (1990-1993), puis préfet du département du Ouaddaï après la Conférence nationale souveraine de 1993. Il est ensuite revenu au gouvernement en tant que ministre de la Défense (1995-1997) et ministre de l’Intérieur en 1997. Il a démissionné de ce dernier poste à la suite d'un incident avec la garde présidentielle.

### Entrée en Rébellion
En octobre 1998, Youssouf Togoïmi a fondé le Mouvement pour la démocratie et la justice au Tchad (MDJT), un groupe rebelle combattant le gouvernement central. Le MDJT, bénéficiant du soutien des tribus toubous, a mené une guérilla dans le massif du Tibesti contre l’armée gouvernementale. Malgré ses efforts, Togoïmi n'a pas réussi à renverser le régime d'Idriss Déby.
À la suite de l'accord de Doha signé le 8 août 2022 entre le gouvernement tchadien et des politico-militaires, le MDJT est transformé en parti politique. Il est officiellement reconnu comme une entité politique le 16 juillet 2024. Cette évolution stratégique a facilité le retour au bercail des responsables du mouvement, dont le président Choua Dazi.
Lors du référendum constitutionnel du 17 décembre 2023, le MDJT a rejoint la coalition Tchad Uni et mené des activités de campagne en faveur du «Oui» lors de l'élection présidentielle tchadienne du 6 mai 2024.
Aux élections législatives tchadiennes du 29 décembre 2024, le parti a présenté une dizaine de candidats, sans pour autant remporté de siège. Le parti a déclaré que trois de ses candidats ont été élus, mais que les résultats officiels ne reflètent pas exactement les résultats obtenus.

### Accident et Décès
Le 29 août 2002, Youssouf Togoïmi a été grièvement blessé par l’explosion d’une mine dans le Tibesti. Il a été évacué à Tripoli, où il est décédé le 24 septembre 2002. Les circonstances de sa mort restent troubles.

### Vie personnelle
Youssouf Togoïmi était marié et père de famille. Sa famille a vécu sous la menace constante des autorités tchadiennes et a été victime de mauvais traitements et d’intimidations. Ses enfants n’ont pas pu fréquenter l’école, et sa femme a été contrainte de quitter la maison familiale, qui était sous surveillance constante des services de sécurité. Le 22 décembre 2024, sa famille a rejoint le pays après avoir passé 20 ans en exil,.

## Héritage
Bien que Youssouf Togoïmi n’ait pas réussi à réaliser ses objectifs de renversement du régime de Déby, il reste une figure emblématique de la résistance et de la lutte pour la démocratie et la justice au Tchad.